# Lebanon (Kansas)
Lebanon ist eine Gemeinde im Smith County im US-Bundesstaat Kansas. Das U.S. Census Bureau hat bei der Volkszählung 2020 eine Einwohnerzahl von 178 ermittelt.

## Geschichte
In dieser Gemeinde liegt der geografische Mittelpunkt der USA mit den 48 zusammenhängenden Bundesstaaten (ohne Hawaii und Alaska).
Im Jahre 1941 wurde hierzu ein Denkmal errichtet.
Durch den Ort führt die Bahnlinie der Kyle Railroad.
Das Postamt wurde 1961 eröffnet.

## Kirchen
Die Lebanon Christian Church befindet sich im Dorfzentrum.

## Demografie
Die Volkszählung im Jahre 2000 brachte folgendes Resultat.
| Demographie |                  |             |                 |              |           |           |        |
| Weiß        | Afroamerikanisch | Hispanisch  | Indigene        | Asiatisch    | Pazifisch | andere    | 2+     |
| 99,1 %      | 0 %              | 1,32 %      | 0,33 %          | 0 %          | 0 %       | 0 %       | 0,66 % |
| Haushalte   | mit Kindern      | Verheiratet | Alleinerziehend | ohne Familie | Ledig     | Ledig 65+ |        |
| 151         | 15,9 %           | 54,3 %      | 3,3 %           | 39,1 %       | 35,8 %    | 19,2 %    |        |

## Trivia
Lebanon ist einer der real existierenden Orte, die in Neil Gaimans Roman American Gods auftauchen. Am Denkmal für die geographische Mitte der Vereinigten Staaten von Amerika treffen sich die Alten und Neuen Götter auf neutralem Boden, um zu verhandeln.
In der Serie Supernatural ist in Lebanon der Bunker der Männer der Schriften, den die Winchester Brüder in den späteren Staffeln als Hauptquartier nutzen.